# Gino Terreni
Gino Terreni (Martignana, 13 settembre 1925 – Empoli, 28 novembre 2015) è stato un pittore, scultore e xilografo italiano, uno dei più significativi rappresentanti dell'espressionismo europeo.

## Biografia

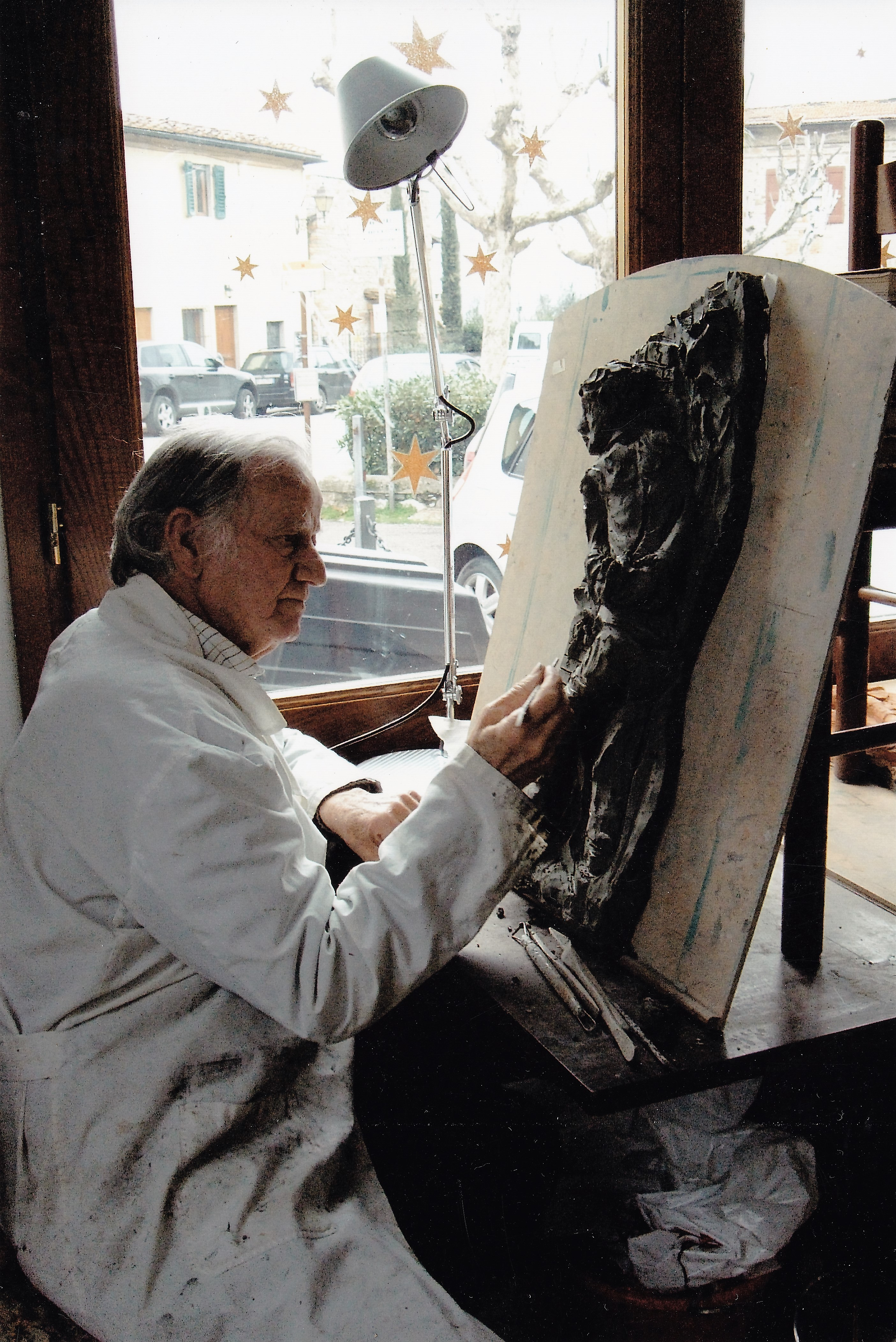
Gino Terreni nel suo studio di San Martino alla Palma, Scandicci (FI), mentre sta lavorando ad un bozzetto in creta per il monumento di Certaldo (FI).

Gino Terreni è stato un docente ed un artista italiano legato all'Espressionismo. È nato a Empoli, in località Tartagliana, figlio di Giuseppe e di Maria Mazzantini,  coltivatori diretti, il 13 settembre del 1925. È morto all’ospedale di Empoli la sera del 28 novembre 2015, dopo breve malattia. Fin da giovanissimo ha espresso le proprie doti artistiche plasmando l’argilla del luogo e disegnando la vita quotidiana dei contadini della valle dell’Orme. Si fa il primo autoritratto nel 1937, a soli 12 anni. Diventa allievo del pittore e incisore Nello Alessandrini e poi comincia a frequentare da esterno l’Istituto d’Arte di Porta Romana a Firenze. Appena quindicenne ha modo di conoscere, presentato da amici del fratello, Alessandro Pavolini, allora Ministro della Cultura Popolare. L’incontro sorte l’effetto contrario alle aspettative del fratello. L’evento bellico interrompe i suoi studi. Dopo l’8 settembre del 1943 è renitente alla leva, non si presenta al distretto militare di Pistoia ed è ricercato. Entra nella formazione partigiana 3º Raggruppamento “Carlo Rosselli”, del Partito d’Azione, collaborante con la brigata “Arno”, col nome di battaglia di “Ricciolo”. Il suo teatro di operazioni va dal Monte Morello alla Valdelsa Fiorentina. Da partigiano conosce, nella tarda primavera del 1944,  il grande artista Giorgio de Chirico, sfollato vicino alla pieve romanica di Coeli Aula, piccola frazione rurale nel comune di Montespertoli ed insieme rischiano la vita per il mitragliamento di un cacciabombardiere inglese. In ricordo dell’incontro con De Chirico realizza nel 1945 “L’autoritratto da partigiano”. Dopo il passaggio del fronte dal Valdarno si arruola volontario nel neonato Esercito Italiano e viene assegnato al 68º reggimento della Divisione fanteria "Legnano", compagnia mortai da tre pollici, e poi al Col Moschin, IX battaglione arditi d’assalto.
Da assaltatore del “Col Moschin”, fu tra la fine dell’inverno e gli inizi di primavera del ’45, sulla Linea Gotica. Viene catturato con un commilitone durante un’incursione e appena riconosciuti come italiani invece che come inglesi, sono messi al muro presso un piccolo cimitero. Si salvano lanciando contro il plotone due bombe a mano che avevano indosso e che i tedeschi, che li avevano sommariamente perquisiti, non avevano trovato.

Finita la guerra, riprende gli studi al Magistero Fiorentino (Istituto d’Arte di Porta Romana), sotto la guida di Francesco Chiappelli e Pietro Parigi. Quest’ultimo, grandissimo xilografo, gli fu anche maestro di vita. Nel 1946, affitta un piccolo studio/abitazione in Borgo San Jacopo, con la finestra che guarda Ponte Vecchio e si mantiene agli studi insegnando valzer e tango ed esibendosi nei locali notturni fiorentini. Gli orrori della guerra lo hanno segnato profondamente e da questo momento inizierà a percorrere la strada dell’Espressionismo, quasi alla forma pura, avvicinabile alle correnti nordiche, ma con caratteristiche tutte toscane, originali. Pur affrontando ogni tipo di soggetto, dai nudi ai paesaggi fino alle nature morte, con sconfinamenti nell’astrattismo, la sua arte diviene soprattutto testimonianza della Storia Italiana del Secondo Novecento: gli orrori della guerra, la speranza della pace, il ruolo fondamentale della donna/madre nella società moderna (tra i soggetti privilegiati), l’epopea contadina e l’abbandono della vita dei campi, l’arte sacra e la mafia. Sperimenta quasi tutte le tecniche conosciute. Ha il suo primo incarico pubblico di docenza al Liceo Foresi di Portoferraio, dove si trasferisce nel 1951, subito dopo aver sposato Anna Maria Davini, in un piccolo appartamento all’ultimo piano di un palazzo sulla Calata Matteotti, con l’ingresso di fronte alle “Galeazze”. All’Elba dipinge un grande numero di paesaggi. Tiene la sua prima importante personale nel 1955, al Fondo Anichini a Piombino (LI). Dopo saranno centinaia le mostre personali e collettive su invito, realizzate un po’ in tutto il mondo. Nel 1959 è invitato personalmente da Picasso ad esporre alcune opere, tra cui un autoritratto, alla galleria Jacquemart André a Parigi, per beneficenza verso le vittime della tragedia del Frejus. Alla fine degli anni ’50 incontra a Firenze Walt Disney, che lo vorrebbe nel suo staff di disegnatori, ma rinuncia per continuare a dipingere i suoi soggetti privilegiati.  Nel 1963 vince il Primo Premio Nazionale della Resistenza, a San Donato Milanese, con l’opera xilografica “Il pianto delle Madri”. Si è fatto un numero impressionante di autoritratti e la sua produzione è sterminata. Ha illustrato libri e realizzato “ex libris”, ha inciso oltre mille xilografie, tra le quali le più grandi del mondo su legno di filo.  Le sue opere, frutto di quasi ottanta anni di attività artistica, si trovano presso numerosi musei, nazionali ed internazionali, in decine di chiese, edifici storici e piazze italiane. Tra questi si possono citare la Galleria degli Uffizi, dove è presente con un autoritratto giovanile del periodo espressionista,  quindici disegni del tempo di guerra e una serie di xilografie; l’Accademia delle Arti del Disegno a Firenze con quaranta opere, tra cui due autoritratti; Il Museo Puskin di Mosca con una serie di Xilografie; La Casa Museo di San Massimiliano Kolbe a Roma con 15 xilo sulla vita del santo; Le collezioni della Regione Toscana; Il Museo dei Gessi di Pietrasanta, con i bozzetti di alcuni monumenti colà realizzati; La Casa Natale di Arnolfo di Cambio a Colle di Val d’Elsa (SI), con un ciclo di affreschi; Le chiese di Limite sull’Arno (FI) e di San Rocco a Larciano (PT); Il grande ciclo in mosaico presso il Santuario di San Gerardo Materdomini, Avellino; L’affresco nella Basilica di Santa Dorotea a Roma. Ha realizzato sette monumenti pubblici, tra cui da evidenziare Il monumento internazionale alla Pace, in bronzo e mosaico, all’Abetone (PT) su incarico dell’ONU; il grande monumento marmoreo “Lo Stupore”, dedicato alle vittime per l’Eccidio del padule di Fucecchio, del 23 agosto del 1944, inaugurato nel settembre del 2002 dal Presidente della Repubblica Carlo Azeglio Ciampi, a Castelmartini di Larciano (PT); l’area monumentale dedicata alla M.O.V.M. Stellato Spalletti a Ponte a Egola di San Miniato (PI); Il monumento ai caduti di tutte le guerre e alla Pace, in bronzo e mosaico, a Montelupo Fiorentino (FI); Il monumento “Accidenti a voi”, in marmo statuario, per le vittime del bombardamento alle Cascine di Empoli del 26 dicembre 1943, a Empoli (FI). Nel 2008 la Regione Toscana gli ha dedicato una mostra omaggio a Palazzo Cerretani a Firenze e nel maggio 2012 e settembre 2014 ha tenuto due grandi esposizioni,  sempre omaggio alla sua carriera artistica, organizzate dall’Accademia delle Arti del Disegno a Firenze. È stato accademico dell’Accademia delle Arti del Disegno di Firenze con nomina nel 1970; dell’Accademia Tiberina, già Pontificia Accademia; dell’Accademia delle Muse e membro degli Incisori d’Italia; ha fatto parte dell’Associazione Incisori Veneti ed è stato “Paiolante” d’onore dell’antica Compagnia del Paiolo di Firenze. Nel 1984 ottiene la nomina di “Combattente per la Libertà” conferitagli dal Presidente della Repubblica Sandro Pertini. È nominato Cavaliere della Repubblica Italiana per meriti artistici e civici nel 1999, sotto la Presidenza di Carlo Azeglio Ciampi. Cittadino onorario dei comuni di Montaione (FI), Abetone (PT) e Larciano (PT). Ha fondato, a Empoli, con l’amico e collega Virgilio Carmignani i “Musei della Resistenza e d’Arte Moderna”. I suoi ultimi studi, dopo la storica sede della Torre d'Arnolfo a Colle di Val d'Elsa, frequentata per quasi venti anni, sono stati quelli di Empoli, via Giovanni da Empoli 19, di Castelfiorentino, via O. di Paolo 24 e di San Martino alla Palma, sulle colline di Firenze. Ha trascorso gli ultimi anni della sua vita nel comune di Scandicci, a San Martino alla Palma, in via di Calcinaia, con la sua seconda moglie, sposata nel 2009, la poetessa Delia Orlandi. Ispirato dalla tranquillità e dalla bellezza delle dolci colline di San Martino, ha qui prodotto molte opere, tra cui i lavori preparatori degli ultimi due monumenti, come “Il Tripudio”, per il Comune di Montespertoli e “La Resistenza e la Pace”, in Palazzo Maccianti per il Comune di Certaldo e numerosi affreschi su tavola, come quelli ispirati alle “Madri dei Martiri di San Martino” e la bellissima serie de “ I senza volto”.  Il 3 marzo 2016 nasce, per iniziativa degli eredi Leonardo Giovanni e Sabrina Terreni, con le loro figlie Elena, Giulia e Rachele e insieme a storici dell’arte ed allievi, l’Associazione “Archivio Gino Terreni”, per la catalogazione, la tutela e la valorizzazione delle opere del Maestro. (tratto da: "Gino Terreni - Xilografie", Accademia delle Arti del Disegno di Firenze, Edizioni Polistampa, Firenze, 1999, a cura di Gabriella Gentilini.  "Con la sgorbia, col pennello, col fucile...Gino Terreni a Scandicci", pubblicato da Consiglio Regionale della Toscana, 2017, a cura di Leonardo Giovanni Terreni. 

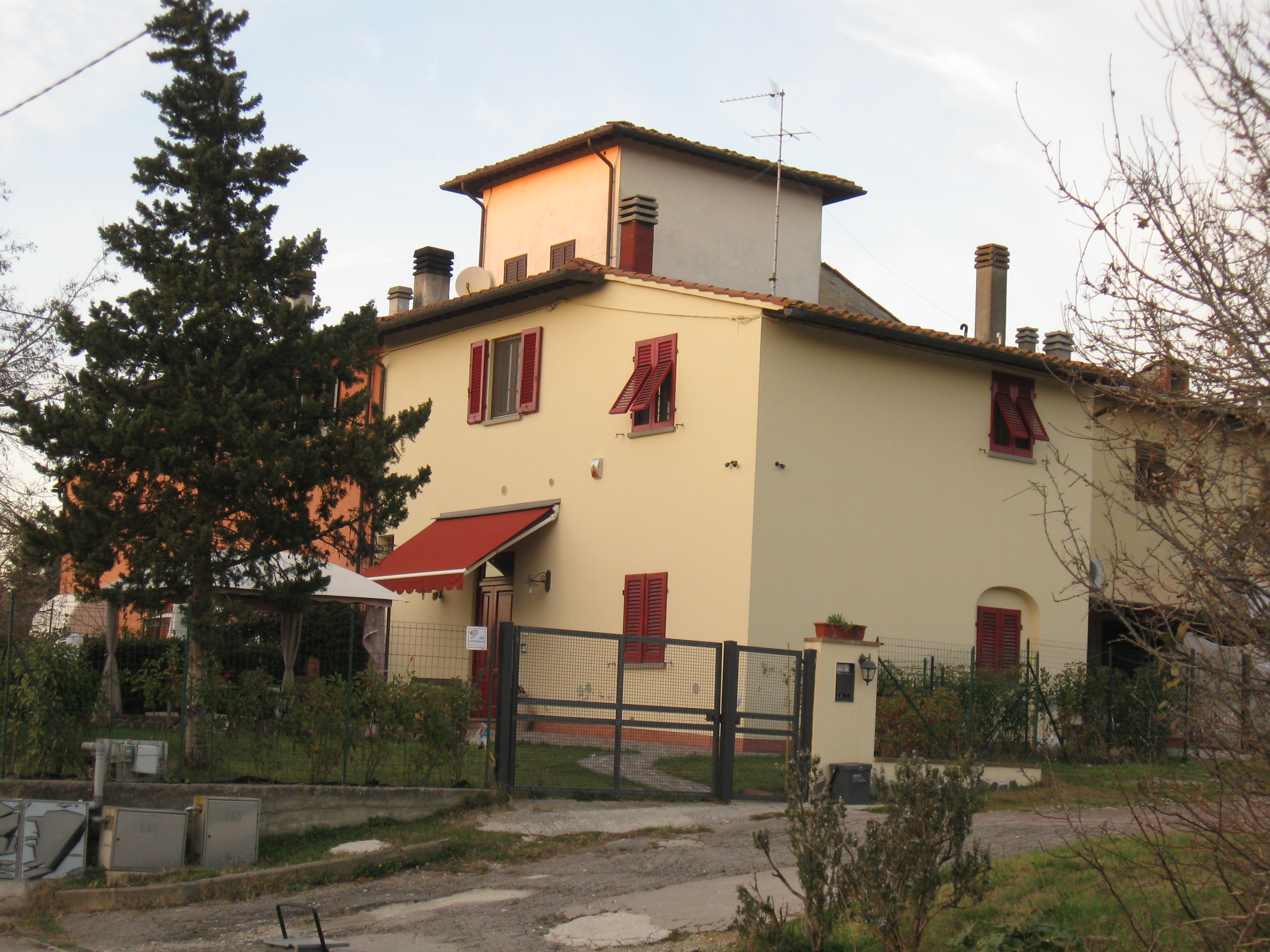
Casa natale di Gino Terreni a Tartagliana di Empoli (FI)

## Opere
Terreni è stato un artista poliedrico, che amava spaziare tra diverse tecniche artistiche, legato alla corrente Espressionista.
Le sue sono opere emotive e di grande suggestione da cui traspare la tragicità dei soggetti rappresentati, con le loro angosce e le loro speranze.
Centinaia di sue opere si trovano in numerosi edifici storici e pubblici, chiese, piazze e Musei. Tra questi,  la Galleria degli Uffizi (autoritratto giovanile espressionista, pittura ad olio, 15 disegni del tempo di guerra e alcune xilografie), la collezione del Consiglio Regionale della Toscana, in Palazzo Panciatichi,  il Museo Civico di Pistoia (scultura in pietra serena raffigurante un partigiano), la Collezione Vaticana (nel 1981 il maestro Terreni è stato ricevuto da Giovanni Paolo II in occasione del quarantesimo anniversario del martirio di Massimiliano Kolbe, e decimo della beatificazione, ed invitato dal Vaticano a realizzare una serie di xilografie sulla vita del martire), la Collezione Puskin di Mosca (incisioni), il Museo di Leningrado (opere grafiche), la Neue Berliner Galerie Graphik, quaranta opere presso L'Accademia delle Arti del Disegno a Firenze, oltre trenta opere presso il Museo d'Arte Moderna di Empoli (FI) e in numerosi altri musei e collezioni private in edifici storici.

### Xilografie
Egli fu un artista di stampo rinascimentale, dedito cioè a tutti i settori dell’arte, dalla pittura compreso l’affresco alla scultura, dall’incisione al mosaico, alla vetrata. Ma è stata l’incisione su legno, come dichiarava lui stesso, il suo primo grande amore. Ancora bambino, iniziò ad incidere con un coltellino su tavolette di legno che si procurava dai falegnami di Tartagliana, la frazione di Empoli (Fi) che gli ha dato i natali e alla cui terra è rimasto profondamente legato. Alla natura, madre e maestra, da cui tutto ha origine e che tutto fornisce, Terreni ha affiancato la formazione tecnica ricevuta all’Istituto d’Arte di Porta Romana a Firenze, sotto la guida di un maestro e sincero amico quale è stato Pietro Parigi, uno dei più grandi incisori di tutti i tempi, straordinario esempio di umanità, semplicità e grandezza. Per mezzo della xilografia, come già aveva fatto Lorenzo Viani, Terreni ha dato voce agli ultimi, agli indifesi, ai sofferenti, agli emarginati, ma ha reso omaggio anche ai coraggiosi, che hanno lottato e dato la vita per un futuro migliore.  La sua mano ha attraversato chilometri di legno di filo e di testa, con oltre mille legni incisi. Sicura e appassionata, veloce nel “salvare l’emozione”, ha scavato con sensibilità e rispetto nell’animo umano, nella sua quotidianità, nelle sue disgrazie e nelle sue pene, mai cedendo ad enfasi, ma con la partecipazione concreta ad un dolore lacerante eppure composto, vissuto con suprema accettazione. La forza costruttiva delle immagini, la severa essenzialità del bianco e del nero, accomunano persone, sentimenti, destini. Le sue xilografie sono in molti grandi musei e hanno ricevuto premi e segnalazioni in tutto il mondo. (Tratto dal testo di Gabriella Gentilini "La xilografia e il racconto di una vita", in catalogo della Mostra a cura di Leonardo G. Terreni, Accademia delle Arti del Disegno, Firenze, 2012.)

### Monumenti
Ha realizzato sette monumenti.  Il Monumento alla M.O.V.M. Stellato Spalletti (in marmo e mosaici) a Ponte a Egola, San Miniato (PI); il Monumento Internazionale alla Pace (in bronzo e mosaico) dell'Abetone (PT), sotto l'egida dell'ONU; il Monumento Internazionale alla Pace e ai Caduti di tutte le guerre (in bronzo e ceramica) a Montelupo Fiorentino (FI); tutti e tre tra il 1992 ed il 1996. Il 16 settembre 2002 il Presidente della Repubblica Carlo Azeglio Ciampi ha inaugurato il monumento "Lo Stupore", dedicato alle vittime per l'eccidio del Padule di Fucecchio (FI). Nel 2004 realizza il Monumento in marmo di Carrara "Accidenti a Voi", per le vittime del bombardamento del 26 dicembre 1943, alle Cascine di Empoli (FI). Nel 2009 "Il Tripudio", in marmo di Carrara e mosaico, a Montespertoli (FI) e infine il Monumento alla Pace, a Certaldo (FI), nel 2013.

### Mosaici
Tra le opere musive realizzate, da segnalare, il ciclo dei grandi mosaici, tra i quali quelli con scene della vita di Gesù, nel Santuario di San Gerardo Materdomini a Caposele, Avellino e un San Francesco presso il santuario de La Verna. Suoi mosaici a soggetto religioso sono stati commissionati per il cimitero monumentale di Antella (Firenze) e se ne possono vedere molti (forse i più belli) nella campagna di Montespertoli (Firenze), alla chiesa santuario di San Donato a Livizzano.

### Vetrate
Ha realizzato le grandi vetrate nella chiesa di S.Maria a Limite sull'Arno (FI), le vetrate del monastero di clausura di Pisa, della chiesa di San Matteo a La Rotta (PI), una Santa Teresa presso la Chiesa di Mastromarco a Lamporecchio (PT), una vetrata con padre M. Kolbe e San Giuseppe nella Chiesa di Bassa di Cerreto Guidi (FI).

### Affreschi
Numerosi anche gli affreschi realizzati e tra i principali: "L'amicizia", "l'annunciazione", e la "battaglia di Colle" nella Casa Torre di Arnolfo di Cambio a Colle di Val d'Elsa, il "transito della Madonna dell'Impruneta" a Villa Bottai del Galluzzo (FI), ancora la " battaglia di Colle" presso Castel Bigozzi (il castello di Sapia) nei pressi di Strove (SI), la "Rinascita" presso Villa Bellosguardo di Vinci e "la Storia del Cardinale della Rovere" nell'Abbadia della Rovere a Colle di Val d'Elsa, l'affresco su tavola nella Basilica di Santa Dorotea in Trastevere a Roma.

## Mostre
Ha tenuto dal 1949 numerose personali a Livorno, Firenze (ben quattro, su invito, all'Accademia delle Arti del Disegno nel 1961, nel 1999, nel 2012 e nel 2014; al Chiostro di San Marco nel 1981 e la mostra antologica di xilografie presso la casa di Dante), Roma, New York, Venezia, Houston, Padova, Melbourne, Grosseto, Assisi, Parigi, Norimberga, Empoli, Colle di Val d'Elsa e partecipato a numerosissime collettive in Italia ed all'estero (all'Accademia di Belle Arti di Città del Messico, New York, Mosca, nel 1976 a Lubiana e Tokio, Barcellona, Madrid, Cracovia). 
Dal 18 al 25 maggio 2005 ha presentato la personale “Per non dimenticare”, alla Galleria di Palazzo Panciatichi, una raccolta di sculture, xilografie e disegni preparatori di monumenti toscani sulla resistenza e liberazione. La sua ultima mostra personale, da vivente, è stata presso il Museo Civico di Fucecchio (FI), con 130 opere, nel dicembre 2014 - gennaio 2015.

## Onorificenze e Titoli
Terreni fu Cavaliere della Repubblica Italiana, titolo conferitogli nel 1999 dal Presidente Carlo Azeglio Ciampi, e cittadino onorario dei Comuni di Montaione (FI), Abetone (PT) e Larciano (PT).